# Andy Moor (Gitarrist)

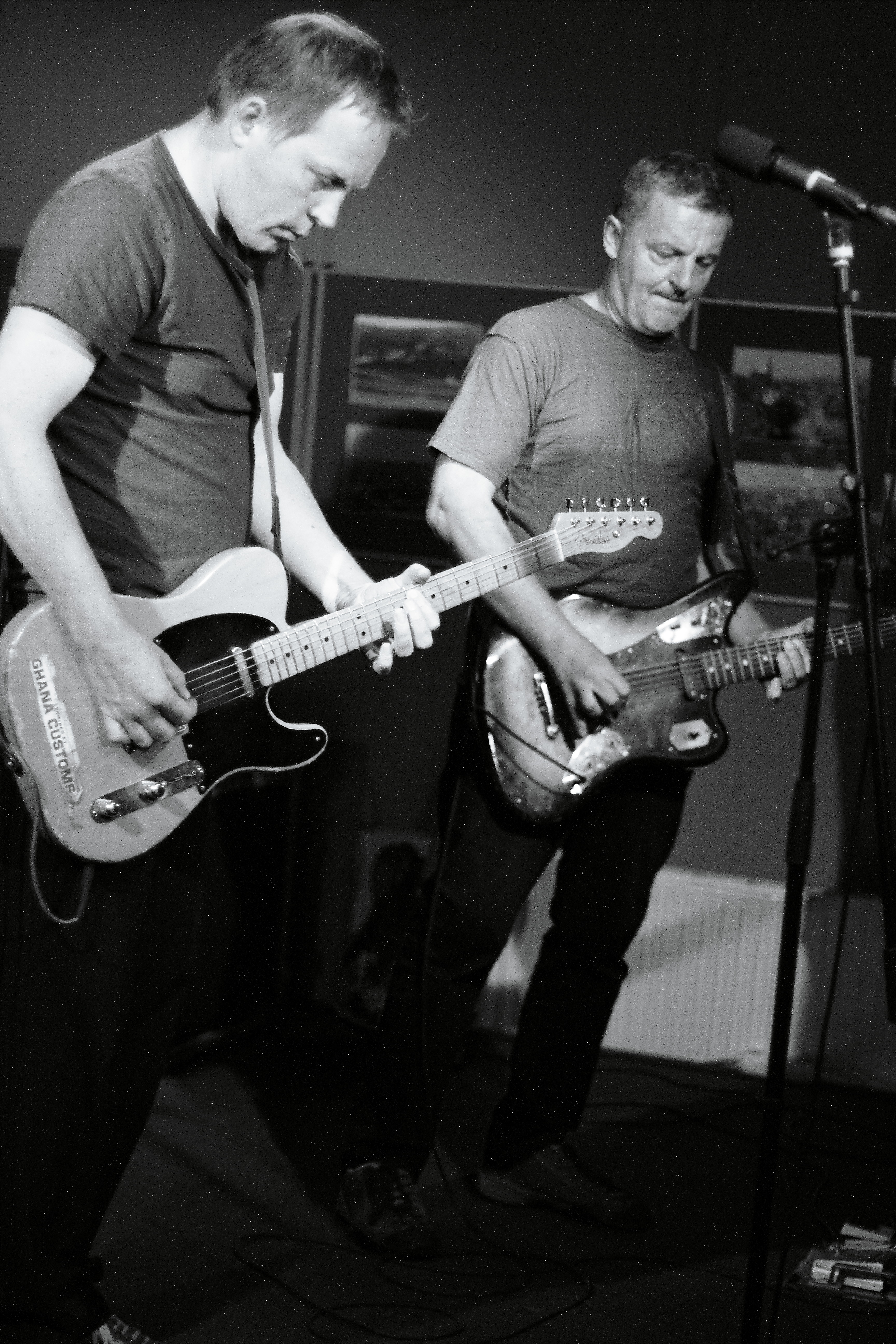
Arnold de Boer (l) und Andy Moor (r) mit The Ex im Club W71, 2016.

Andy Moor (* 1962 in London) ist ein britischer Gitarrist des Post-Punk und der Neuen Improvisationsmusik.
Moor begann seine musikalische Karriere als Mitglied der Band Dog Faced Hermans in Edinburgh. 1990 übersiedelte er in die Niederlande, wo er Mitglied der Anarcho-Punk-Gruppe The Ex wurde. Daneben arbeitete er mit Musikern wie Tom Cora, Han Bennink, Wolter Wierbos, Djibril Diabate, John Butcher und Anne James Chaton zusammen.
1995 gab er eine Reihe von Improvisationskonzerten mit Terrie Ex. Im Folgejahr gründete er mit Tony Buck, Joe Williamson und Leonid Soybelman die Gruppe Kletka Red, deren Musik vom traditionellen russischen und griechischen Gesang und der Klezmermusik geprägt war.
Ab 2000 arbeitete er auf dem Gebiet der elektronischen Musik u. a. mit Kaffe Matthews, Yannis Kyriakides, Thomas Lehn und Colin Mclean zusammen. Zugleich komponierte er mehrere Soundtracks zu Filmen und trat mit der Dance Company von Katie Duck auf. Mit Kyriakides und Isabelle Vigier gründete er 2002 das Label Unsounds.
Nach Tourneen mit The Ex durch Europa, die USA und Äthiopien arbeitete er 2003 bis 2004 mit der Gruppe Thermal (mit John Butcher und Thomas Lehn) zusammen. 2005 führte er mit der Tänzerin und Choreographin Nora Heilmann das Stück Skunk auf, mit The Ex und der Theatergruppe D'Electrique Anthony Burgess’ Clockwork Orange. Im Folgejahr trat er u. a. mit DJ Rupture auf.

## Diskographie
- Dog Faced Hermans: Humans Fly/EverydayTimebomb, 1988
- Dog Faced Hermans: Mental Blocks For All Ages, 1991
- The Ex: Scrabbling at the Lock, 1992
- Dog Faced Hermans: Hum Of life, 1993
- The Ex: And the Weatherman, 1993
- The Ex: Mudbird Shivers, 1994
- Dog Faced Hermans: Those Deep buds, 1994
- Dog Faced Hermans: Bump and Swing, 1994
- The Ex: Instant, 1995
- Kletka Red: Hijackin, 1996
- The Ex: Starters and Alternators, 1998
- The Ex and Tortoise, 1999
- The Ex: Dizzy Spells, 2000
- Kletka Red: Hybrid, 2000
- The Ex: Beautiful Frenzy, 2003
- The Ex: Turn, 2004
- The Ex: In the Event with Anne James Chaton, 2005
- Lean Left: Volume 1, 2010 (mit Terrie Ex, Ken Vandermark, Paal Nilssen-Love)
- Raft Hope Lies Constant in the Mouth, 2015 (mit Steve Heather, Clayton Thomas und Sofia Jernberg)
- Anne-James Chaton + Thurston Moore + Andy Moor: Heretics, 2016
- Lean Left: I Forgot to Breathe (Trost Records), 2017
- Marta Warelis & Andy Moor: Escape, 2024